# Xi’nan Gaodi
Xi’nan Gaodi (chinesisch 先高地 ‚Erstes Hochland‘) ist eine 30 m hohe, plattformartige Anhöhe an der Ingrid-Christensen-Küste des ostantarktischen Prinzessin-Elisabeth-Lands. Sie liegt südwestlich der Zhongshan-Station in unmittelbarer Nachbarschaft zum Zijin Shan auf der Halbinsel Xiehe Bandao in den Larsemann Hills.
Chinesische Wissenschaftler benannten sie 1989 im Zuge von Vermessungs- und Kartierungsarbeiten.